# Avaluació sumatòria
L'avaluació sumatòria, en context educatiu, és aquella avaluació que es porta a terme en acabar un procés o unitat didàctica, de manera que se certifica si s'han assolit els objectius d'aprenentatge fixats. Empra instruments variats però reductibles a qualificacions objectives, ja que es tracta de comparar el nivell de l'aprenent amb el desitjable o amb la resta del grup. Per aquest motiu, a diferència de l'avaluació formativa, en aquest model predominen els exàmens, treballs finals o exposicions amb una nota numèrica. A Espanya cada assignatura té un mínim d'una qualificació final cada trimestre, nota que actua com a resum de l'avaluació sumativa d'aquell període.